# Partito Repubblicano Nazionale (Stati Uniti d'America)
Il Partito Repubblicano Nazionale, noto anche come Anti-Jacksonian Party o semplicemente Republicans, è stato un partito politico degli Stati Uniti, sorto dalla fazione del Partito Democratico-Repubblicano che sostenne John Quincy Adams nelle elezioni presidenziali del 1824.
Conosciuti inizialmente come "repubblicani di Adams e Clay", i politici sostenitori di Adams al Congresso e nei singoli stati furono indicati come "Uomini di Adams" durante la sua presidenza (1825-1829). Quando Andrew Jackson divenne presidente, in seguito alla vittoria su Adams nelle elezioni del 1828, il gruppo divenne l'opposizione alla Presidenza e si organizzò come soggetto politico in contrasto al presidente ("Anti-Jackson"). L'uso del termine "repubblicano nazionale" risale al 1830.
Alle elezioni del 1832, il partito, appoggiando il sistema americano di miglioramenti interni e l'introduzione di azioni protezionistiche, candidò Henry Clay che fu sconfitto da Jackson. Dopo le elezioni, gli oppositori di Jackson si riunirono in un nuovo soggetto politico, il Partito Whig, in cui confluirono Repubblicani nazionali, anti-massoni e altri.

## Storia
Prima dell'elezione di John Quincy Adams alla presidenza nel 1825, il Partito Democratico-Repubblicano, unico partito politico nazionale negli Stati Uniti per oltre un decennio, iniziò a frantumarsi, perdendo la propria identità, sostanzialmente unitaria. I suoi caucus non si riunivano più per selezionare i candidati, perché i partecipanti avevano interessi separati e contrastanti. Dopo le elezioni del 1824, si svilupparono quindi fazioni a sostegno di Adams ed altre a favore di Andrew Jackson. Gli alleati del Presidente, inclusa la maggior parte degli ex federalisti (come Daniel Webster e lo stesso Adams), sarebbero gradualmente diventati componenti del Partito Repubblicano Nazionale, mentre i politici che sostenevano Jackson, avrebbero poi contribuito a formare il moderno Partito Democratico.
Dopo la sconfitta di Adams nelle elezioni del 1828, i suoi sostenitori si raggrupparono attorno a Henry Clay e l'opposizione al Presidente Jackson si è organizzò come Partito Repubblicano Nazionale. Il nuovo partito, guidato da Clay, mantenne la sua visione nazionalistica che intendeva utilizzare le risorse del paese per costruire un'economia forte. La piattaforma programmatica del nuovo partito era imperniata sul sistema americano di miglioramenti interni finanziati a livello nazionale, accompagnati da una tariffa protezionistica che avrebbe potuto promuovere uno sviluppo economico più rapido. Inoltre, aggregando interessi differenti provenienti da varie regioni del paese, il partito intendeva facilitare l'unità e l'armonia nazionale.
I Repubblicani Nazionali vedevano l'Unione come un insieme organico e corporativo, idealizzando Clay per la sua prospettiva politica centrata sull'interesse nazionale. Al contrario, disprezzavano coloro che identificavano come politici "di partito" per aver assecondato gli interessi locali dei singoli stati a scapito dell'interesse nazionale. Il partito si riunì in una convention nazionale alla fine del 1831 e nominò Clay candidato alla presidenza e John Sergeant alla vicepresidenza.

### Formazione del Partito Whig
Il partito Whig emerse nel 1833-1834, dopo la sconfitta di Clay alle presindenziali del 1832, come coalizione di repubblicani nazionali, anti-massoni, Jacksoniani disamorati e persone che in precedenza si riconoscevano nell'azione politica dei federalisti del decennio prima. In poco tempo, infatti, gli interessi contrapposti al presidente Jackson si coagularono nel Whig Party in cui confluì il Partito Repubblicano Nazionale, insieme ad altri partiti più piccoli con l'obiettivo di contrastare le riforme di Jackson.

## Presidenti Nazionali Repubblicani
John Quincy Adams è stato l'unico presidente del Partito Repubblicano Nazionale.
| # | Presidente                    | Presidente | Stato         | Data d'inizio mandato | Data di fine mandato | Durata effettiva del mandato |
| - | ----------------------------- | ---------- | ------------- | --------------------- | -------------------- | ---------------------------- |
| 6 | John Quincy Adams (1767–1848) |            | Massachusetts | 4 marzo 1825          | 4 marzo 1829         | 4 anni                       |

## Storia elettorale

### Tickets presidenziali
| elezione | Ticket                  | Ticket                        | Voto popolare | Grandi elettori | Grandi elettori |
| elezione | Candidato presidenziale | Candidato alla Vicepresidenza | Percentuale   | Voti elettorali | classifica      |
| -------- | ----------------------- | ----------------------------- | ------------- | --------------- | --------------- |
| 1828     | John Quincy Adams       | Richard Rush                  | 43.6          | 83 / 261        | 2               |
| 1832     | Henry Clay              | John Sergeant                 | 37.4          | 49 / 286        | 2               |

### Rappresentanza al Congresso
| 19°       | 1825-1827 | 48     | 26          | 22           | —     | —             | 213    | 104         | 109          | —     | —             | John Quincy Adams |
| 20°       | 1827–1829 | 48     | 27          | 21           | —     | —             | 213    | 113         | 100          | —     | —             | John Quincy Adams |
| Congresso | Anni      | Totale | Pro-Jackson | Anti-Jackson | Altri | posti vacanti | Totale | Pro-Jackson | Anti-Jackson | Altri | posti vacanti | Presidente        |
| 21°       | 1829–1831 | 48     | 25          | 23           | —     | —             | 213    | 136         | 72           | 5     | —             | Andrew Jackson    |
| 22°       | 1831–1833 | 48     | 24          | 22           | 2     | —             | 213    | 126         | 66           | 21    | —             | Andrew Jackson    |
| 23°       | 1833–1835 | 48     | 20          | 26           | 2     | —             | 240    | 143         | 63           | 34    | —             | Andrew Jackson    |
| 24°       | 1835-1837 | 52     | 26          | 24           | 2     | —             | 242    | 143         | 75           | 24    | —             | Andrew Jackson    |